# Orange County (Florida)
 Der er flere lokaliteter med dette navn, se Orange County.
Orange County er et county beliggende i den midterste del af den amerikanske delstat Florida. Hovedbyen i countiet er Orlando. I 2014 havde countiet 1.253.001 indbyggere.
Eatonville, Oakland og Windermere er udover Orlando de største byer i countiet. 

## Geografi
Ifølge United States Census Bureau er Oranges totale areal på 2.598 km², hvoraf de 259 km² er vand. 

### Grænsende counties
- Seminole County - nord
- Volusia County - nordøst
- Brevard County - øst
- Osceola County - syd
- Polk County - sydvest
- Lake County - vest